# Макалистер, Люк
Чарльз Люк Макалистер (англ. Charles Luke McAlister, родился 28 августа 1983 года) — новозеландский регбист, выступавший на позиции флай-хава, центра и винга. Брат регбистки Кайлы Макалистер, выступающей в сборной по регби-7; сын игрока в регбилиг Чарли Макалистера.

## Биография

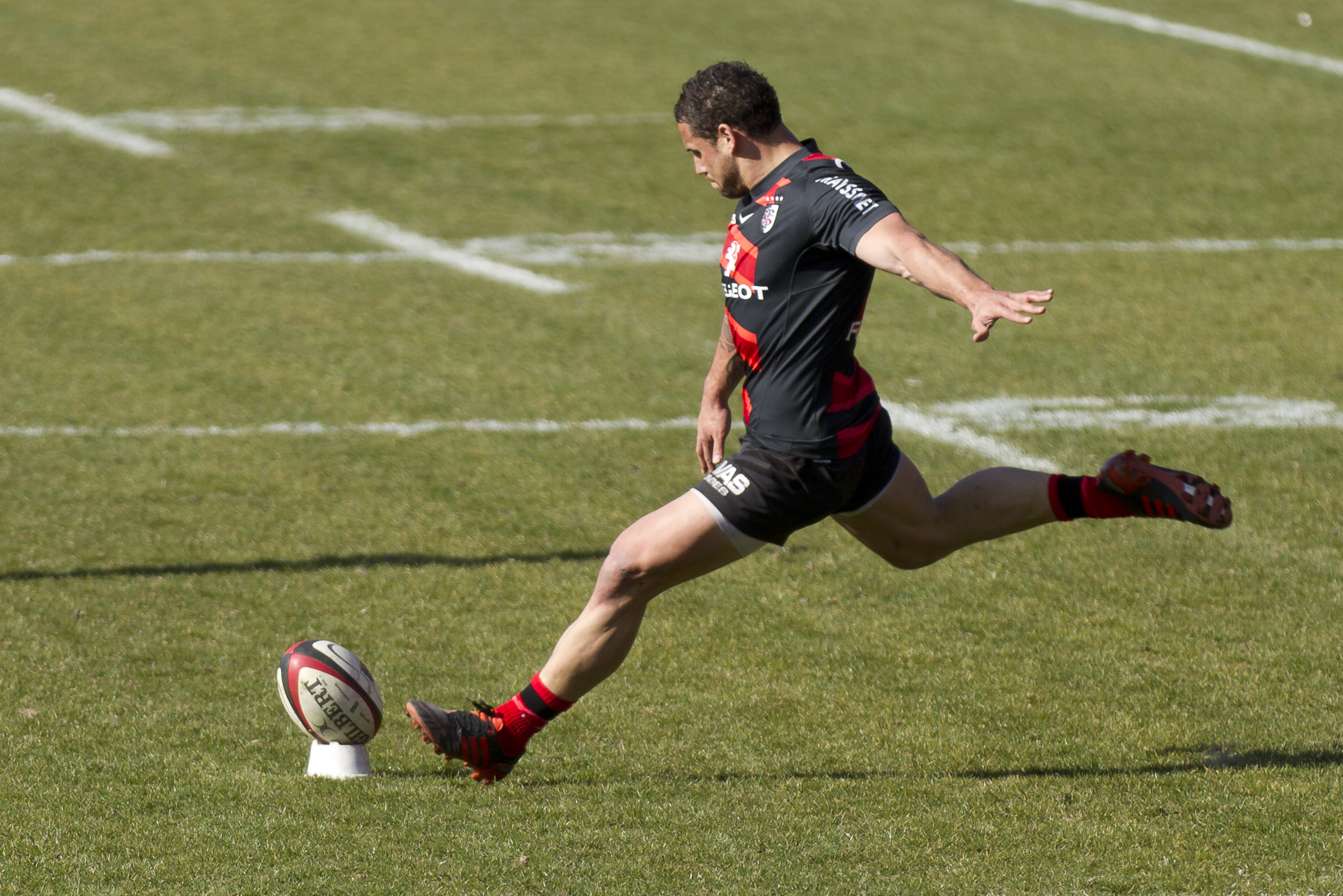
Макалистер в составе «Тулузы» проводит реализацию

Макалистер родился в городе Уаитара, учился в Уэстлейкской школе для мальчиков (Окленд) и играл на позиции пяти-восьмого за регбийную команду школы. С 4 лет и вплоть до 13 лет он жил в Манчестере, где играл его отец Чарли Макалистер, известный по выступлениям за регбилиг-клубы «Каслфорд Тайгерс» и «Шеффилд Иглз», а также игравший за «Маори Олл Блэкс» и за команду региона Таранаки; при этом сам Люк в то время числился в академии ФК «Манчестер Юнайтед». Он представлял команду Сильвердейла в первенстве Норт-Харбора, а в 2002 году дебютировал за команду Норт-Харбора в чемпионате провинций Новой Зеландии. В том же году играл в молодёжной (до 21 года) сборной вместе с Дэном Картером. В 2004 году дебютировал за команду «Блюз» в Супер Регби, а через год провёл дебютную игру за «Олл Блэкс» против «Британских и ирландских львов», когда ему был 21 год. Дебют мог состояться и в конце 2004 года, если бы не травма задней мышцы бедра; в игре против «Львов», бывшей третьей в серии тест-матчей, Макалистер сменил травмированного Картера и набрал 13 очков, принеся победу новозеландцам. В 2005 году он сыграл ещё четыре матча, выходя на замену.
В 2006 году Макалистер выиграл Щит Рэнфёрли с командой Норт-Харбора в первенстве провинций Новой Зеландии; успел отметиться играми за сборную маори и за вторую сборную страны. В июле 2007 года он был включён в заявку новозеландцев на чемпионат мира во Франции, а 23 июля было объявлено о подписании им после Кубка мира контракта с английским клубом «Сейл Шаркс» сроком на два года; Макалистер перед этим отверг приглашения клубов «Манстер» и «Тулуза». На самом турнире Макалистер провёл 5 матчей, за которые набрал 17 очков, однако его сборная выбыла на стадии четвертьфинала после поражения от Франции: в том матче Макалистер получил жёлтую карточку и был удалён с поля на 10 минут, а после его удаления французы забили штрафной. В проигрыше многие обвинили именно удалённого Макалистера, который в заключительные 15 минут при травмах Дэна Картера и Ника Эванса не смог переломить ход игры и упустил контроль над сборной, отметившись только неудачной попыткой дроп-гола.
Отъезд Макалистера в Европу не позволил ему в последующие два года выступать за «Олл Блэкс». В 2009 году после двух сезонов в составе «Сейл Шаркс» Макалистер вернулся в Новую Зеландию и возобновил выступления за «Норт-Харбор» и «Блюз». 20 июня 2009 года он вернулся в сборную Новой Зеландии в игре против Франции в Веллингтоне, заменив по ходу матча Стивена Дональда. Формально поводом для вызова Макалистера была травма Дэна Картера, а всего он сыграл шесть матчей в рамках Кубка трёх наций и домашних тестовых встреч (два раза в стартовом составе и четыре на замену) и ещё три в конце года во время турне. При этом Макалистера не заявили на сезон Супер 14 2009 года, а позже он выпал из обоймы сборной, поскольку уже не мог догнать Дэна Картера по мастерству отчасти из-за травм, а отчасти из-за конфликта с союзом Регби Новой Зеландии, который не допускал возможность призыва в сборную легионеров.
В августе 2011 года Макалистер снова уехал в Европу, став игроком французской «Тулузы», и в сезоне 2011/2012 выиграл чемпионат Франции: именно он набрал все очки своей команды в полуфинальном и финальном матчах. 12 мая 2017 года он ушёл из «Тулузы», заключив на сезон контракт с «Тулоном».

## Стиль игры
Благодаря навыкам игры в футбол Макалистер стал отличным бьющим. В регби он выступал на позициях первого и второго пяти-восьмого (особенно в «Норт-Харборе»), а также центрового, вытеснив с позиции центра (№12) Аарона Моджера. Будучи при этом защитником и действуя ближе к центру, Макалистер обладал отличным атакующим потенциалом, какой был сравним с потенциалом Дэна Картера.